# Camous
Cet article possède un paronyme, voir Camou (homonymie).
Camous est une ancienne commune française située dans le département des Hautes-Pyrénées, en région Occitanie. Le 1er janvier 2019, elle devient une commune déléguée de Beyrède-Jumet-Camous.
Ses habitants sont appelés les Camousais.

## Géographie

### Localisation
Village située dans les Pyrénées en vallée d'Aure en bordure de la route départementale 929, à une altitude moyenne de 600 mètres. Il se trouve à cinq kilomètres d’Arreau, capitale historique de la vallée.

#### Communes limitrophes

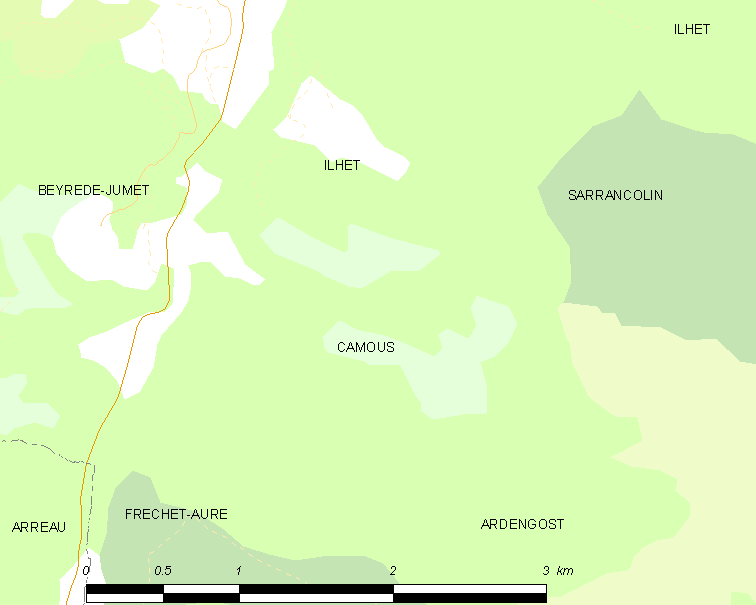
Carte de la commune de Camous et des proches communes.

|                                      | Ilhet     |             |
| Beyrède-Jumet (Beyrède-Jumet-Camous) | Camous    | Sarrancolin |
| Fréchet-Aure                         | Ardengost |             |

### Hydrographie
La  Neste traverse le village du sud au nord et forme  la limite ouest avec la commune de Beyrède-Jumet. 
Le ruisseau de l'Arrieu traverse le village d'ouest en est avant de se jeter dans la  Neste.

### Climat
Le village jouit d'un climat montagnard caractérisé par des étés doux (température moyenne de 25 °C) et des périodes de beaux temps. Parfois, des orages éclatent sous forme de fortes averses, imprévues et violentes. Quant aux hivers, ils sont frais ou froids avec des températures de 3 °C en moyenne, et souvent humides avec de fréquentes dépressions en provenance de l'Atlantique amenant de la pluie.

## Logement
En 2012, le nombre total de logements dans la commune est de 20.
Parmi ces logements, 70.0  % sont des résidences principales, 30.0  % des résidences secondaires 0.0  % des logements vacants.

### Toponymie

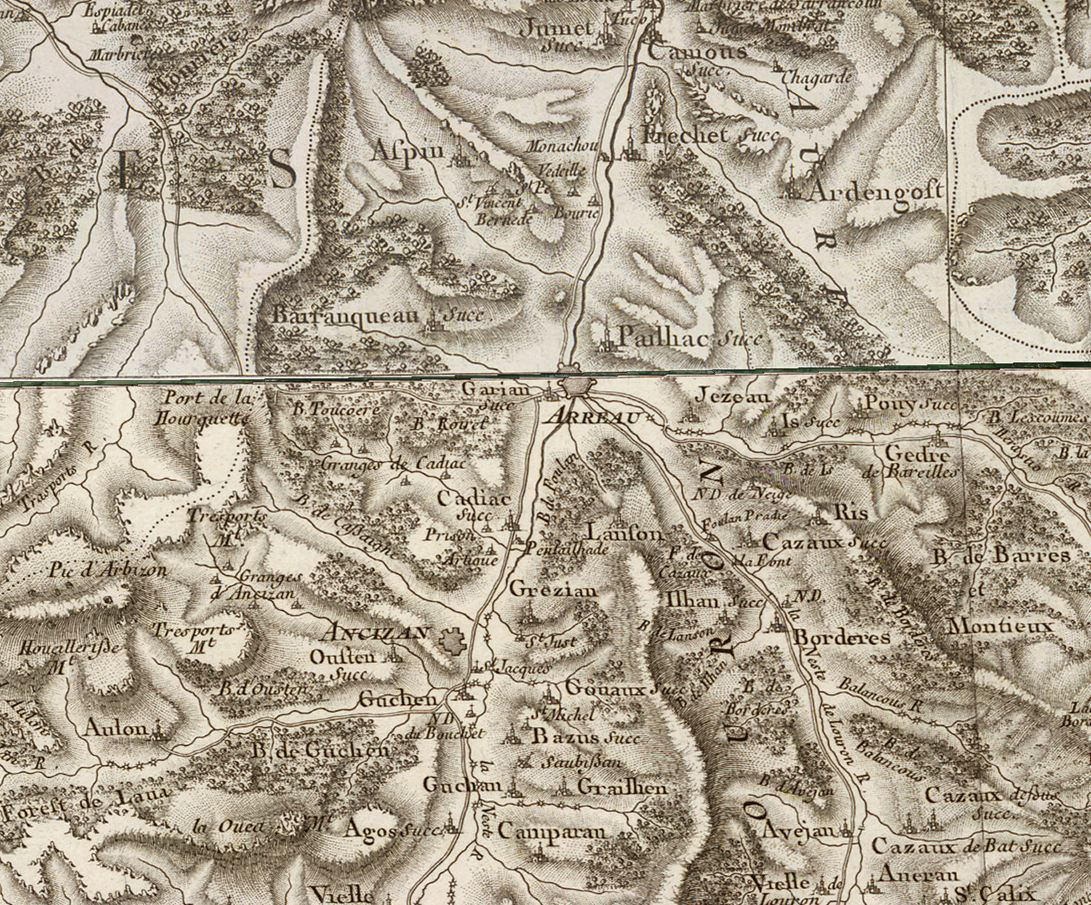
Extrait de la carte de Cassini (entre 1756 et 1789) situant Camous au nord d'Arreau

On trouvera les principales informations dans le Dictionnaire toponymique des communes des Hautes Pyrénées de Michel Grosclaude et Jean-François Le Nail qui rapporte les dénominations historiques du village :
Dénominations historiques :
- De Camorcio, latin (1387, (pouillé du Comminges) ;
- Camours, (1767, Larcher, cartulaire du Comminges) ;
- Camous, (fin XVIIIe siècle, carte de Cassini).

Étymologie : probablement de Camon (= terrain fertile). Finale énigmatique.
Nom occitan : Camors.

## Histoire

### Cadastre napoléonien de Camous
Le  plan cadastral napoléonien de Camous est consultable sur le site des archives départementales des Hautes-Pyrénées.

### Époque contemporaine
Par un arrêté préfectoral du 28 décembre 2018, la commune fusionne avec Beyrède-Jumet au 1er janvier 2019 pour former la commune nouvelle de Beyrede-Jumet-Camous.

## Politique et administration

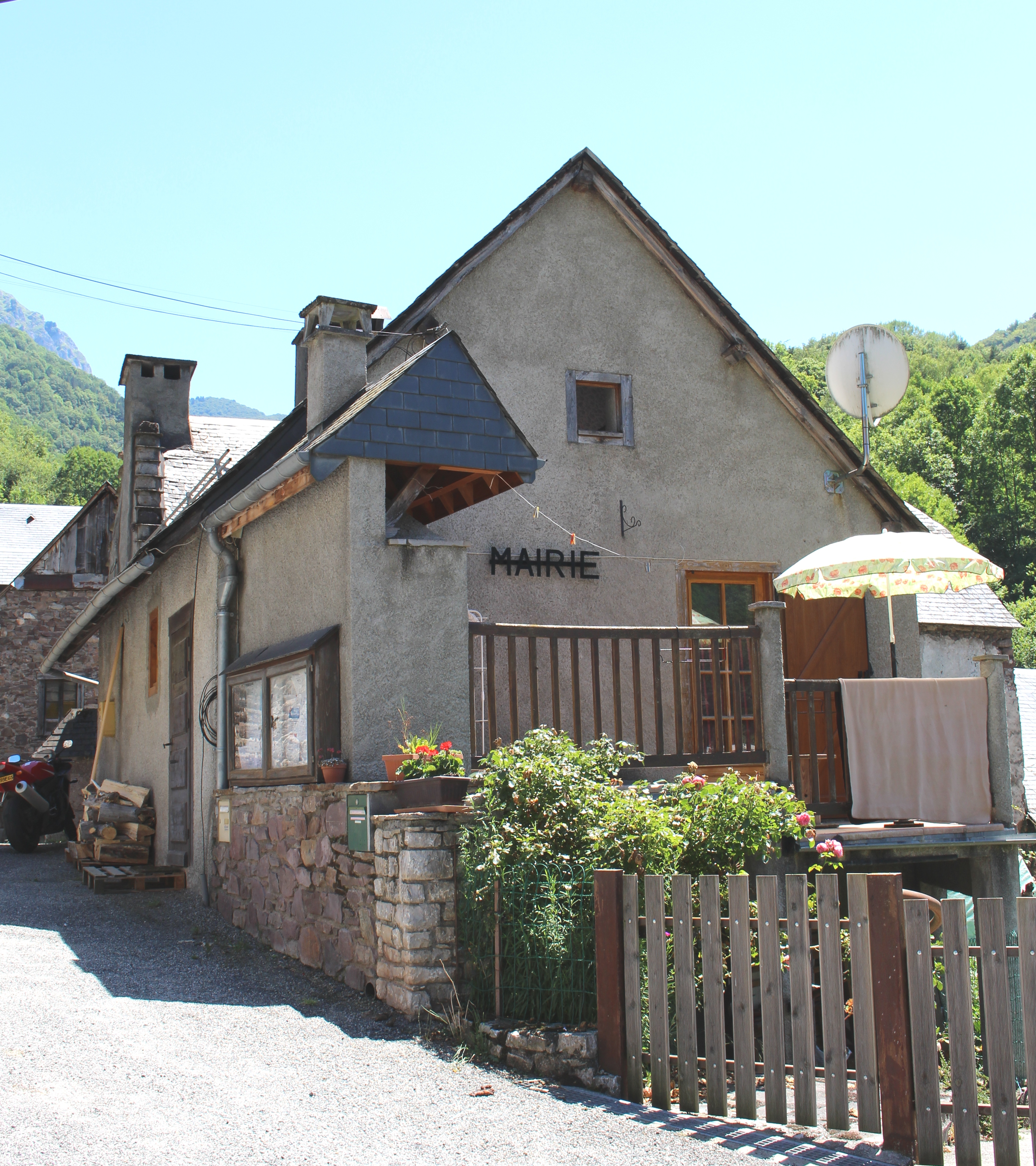
La mairie.

### Liste des maires
| Période                                  | Période  | Identité           | Étiquette | Qualité |
| ---------------------------------------- | -------- | ------------------ | --------- | ------- |
| Les données manquantes sont à compléter. |          |                    |           |         |
| mars 1995                                | 2001     | Jeanne Esclarmonde |           |         |
| mars 2001                                | en cours | Jean Pierre Bech   |           |         |

### Rattachements administratifs et électoraux

#### Historique administratif
Sénéchaussée d'Auch, pays des Quatre-Vallées, vallée d'Aure, canton de Sarrancolin (1790), d'Arreau (depuis 1801), fusion de la commune avec Beyrede-Jumet le 1er janvier 2019.

## Voir aussi

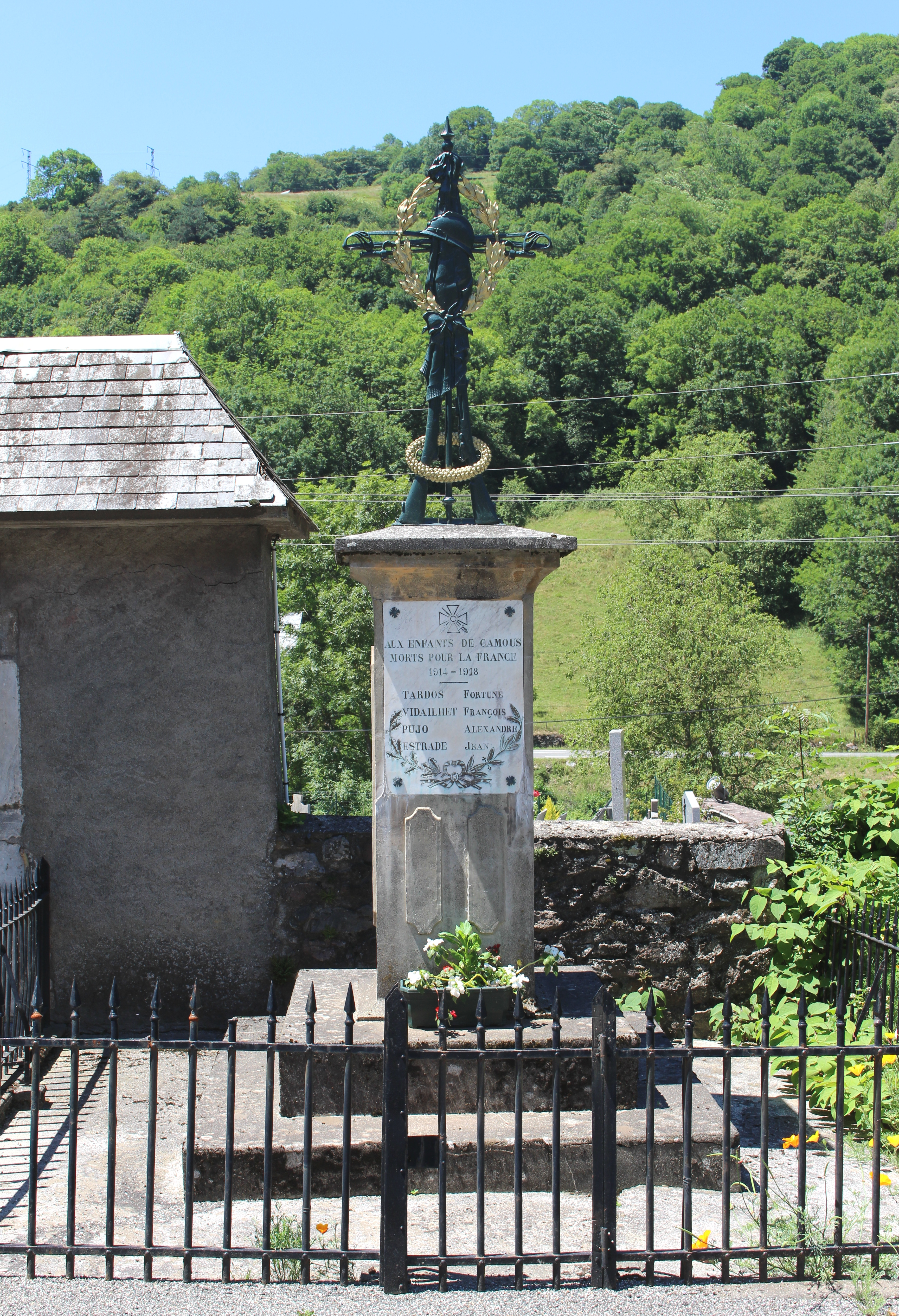
Le Monument aux morts municipal.

## Démographie
| 1793 | 1800 | 1806 | 1821 | 1831 | 1836 | 1841 | 1846 | 1851 |
| ---- | ---- | ---- | ---- | ---- | ---- | ---- | ---- | ---- |
| 143  | 103  | 140  | 150  | 146  | 161  | 135  | 152  | 131  |

| 1856 | 1861 | 1866 | 1872 | 1876 | 1881 | 1886 | 1891 | 1896 |
| ---- | ---- | ---- | ---- | ---- | ---- | ---- | ---- | ---- |
| 123  | 125  | 122  | 118  | 107  | 99   | 106  | 109  | 113  |

| 1901 | 1906 | 1911 | 1921 | 1926 | 1931 | 1936 | 1946 | 1954 |
| ---- | ---- | ---- | ---- | ---- | ---- | ---- | ---- | ---- |
| 102  | 108  | 100  | 76   | 59   | 55   | 48   | 49   | 46   |

| 1962 | 1968 | 1975 | 1982 | 1990 | 1999 | 2006 | 2007 | 2012 |
| ---- | ---- | ---- | ---- | ---- | ---- | ---- | ---- | ---- |
| 37   | 36   | 26   | 29   | 25   | 17   | 23   | 24   | 24   |

| 2016 | - | - | - | - | - | - | - | - |
| ---- | - | - | - | - | - | - | - | - |
| 25   | - | - | - | - | - | - | - | - |

## Culture locale et patrimoine

### Lieux et monuments
- Église Saint-Laurent de Camous.

Sélection de vues de l'église Saint-Laurent.
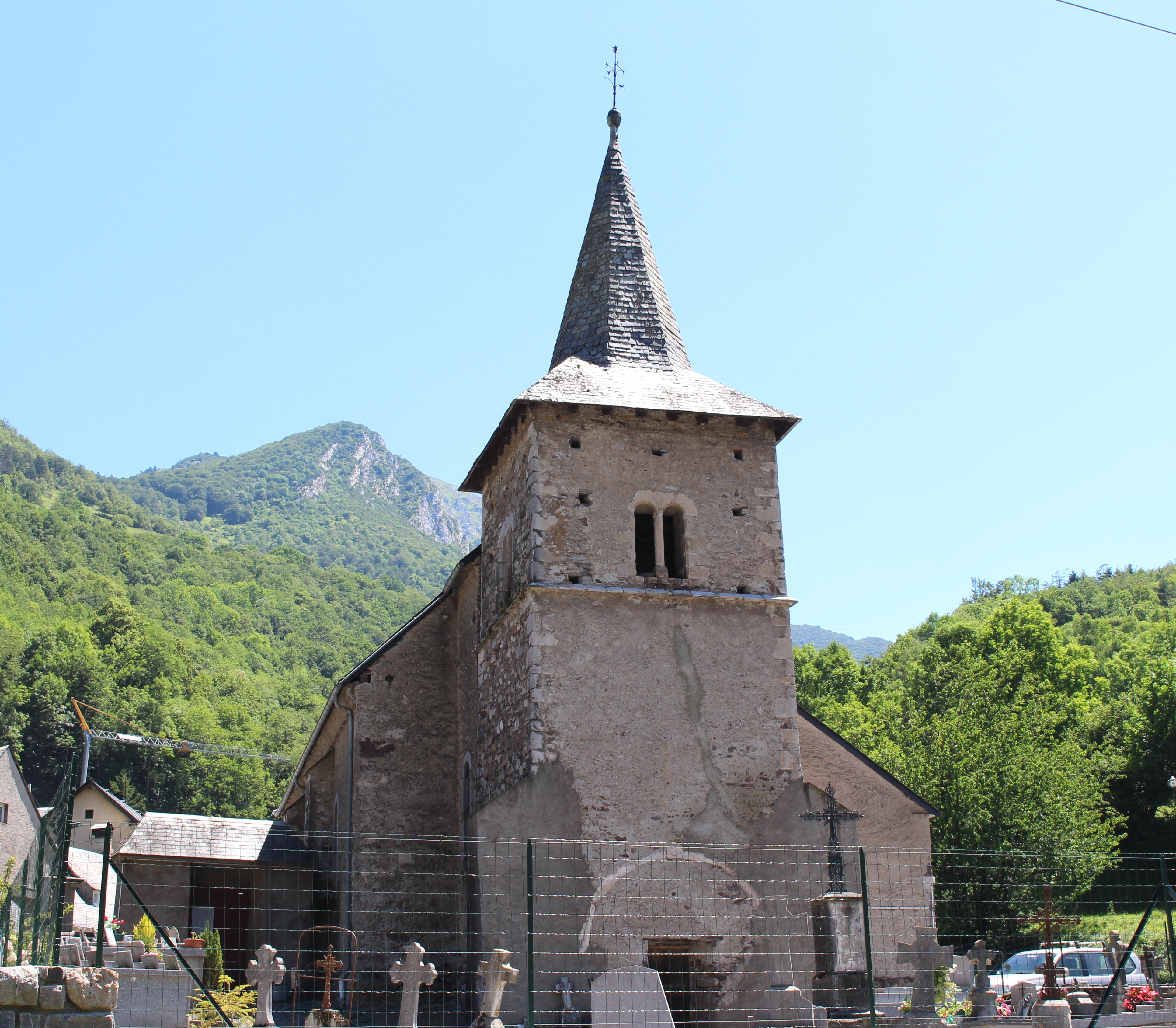
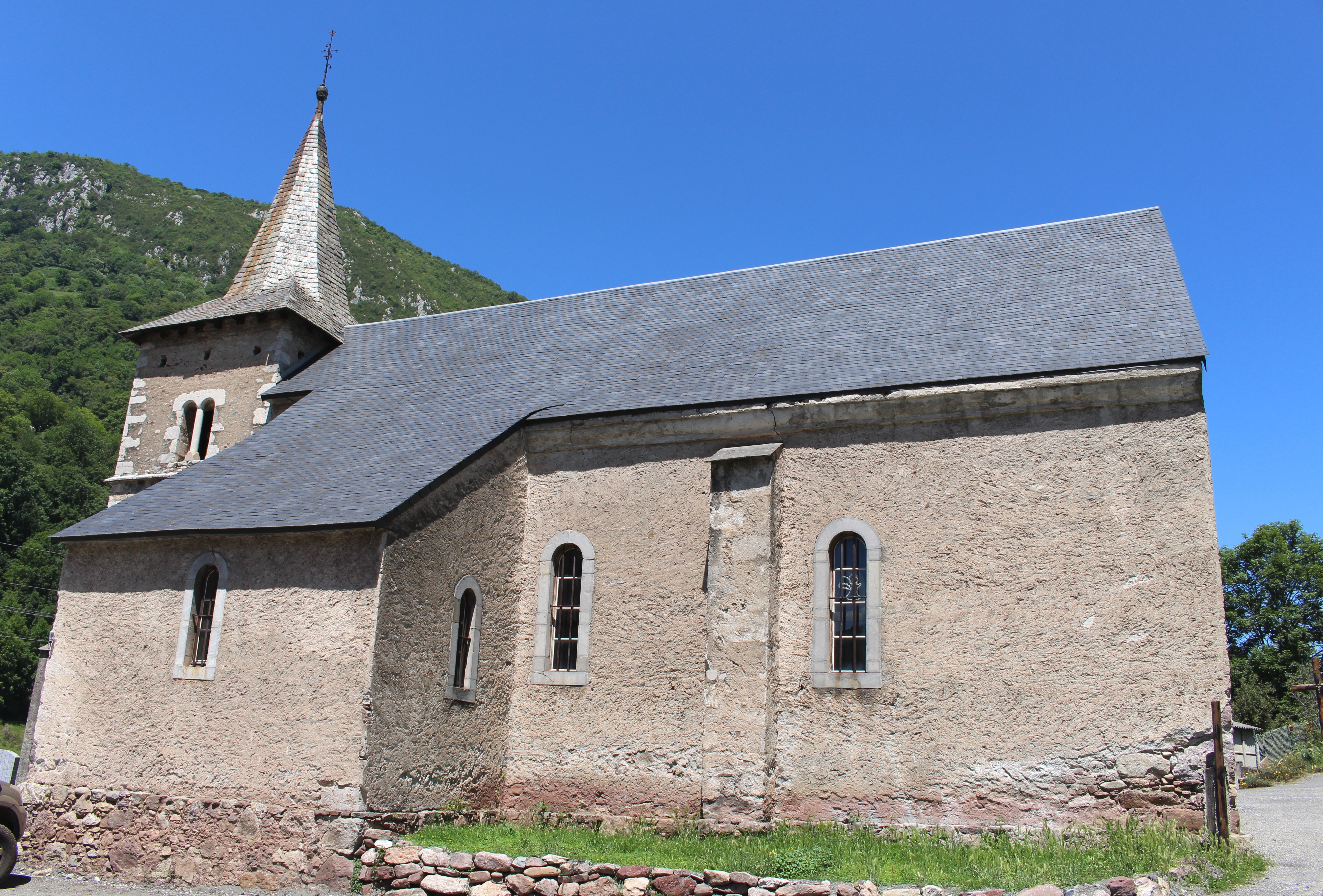
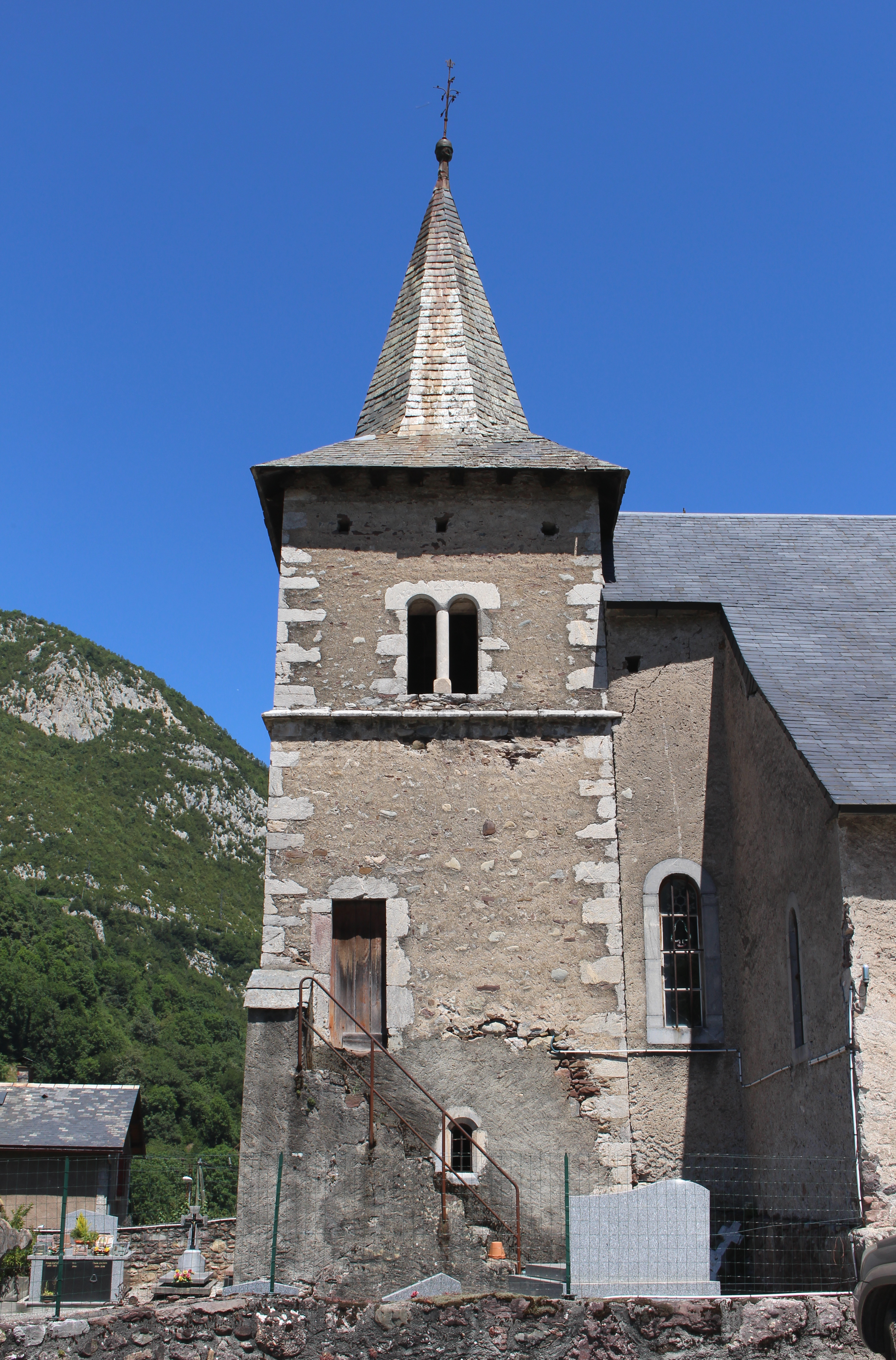
Le clocher